# خودکووو-بیرناته
خودکووو-بیرناته (به لهستانی:  Chodkowo-Biernaty) یک روستا در لهستان است که در گمینا پوونگاو-برامورا واقع شده‌است.